# San Lucas (Chiapas)
San Lucas es una localidad del estado mexicano de Chiapas. Es la cabecera del municipio de San Lucas.

## Toponimia
El nombre «San Lucas» hace referencia al santo patrono de la localidad: Lucas el Evangelista.

## Historia
La población de San Lucas fue fundada en 1540, tras concluir un conflicto por el territorio entre Zinacantán y la Villa de Chiapa. En 1744 se registra un incendio en la localidad que causa grandes pérdidas. El 19 de junio de 1768 la localidad de San Lucas fue incorporada a la alcaldía mayor de Tuxtla para su administración política y en 1768 fue incorporada a la parroquia de Totolapa para su administración eclesiástica. En 1824 se incorporó a México, junto al resto de Chiapas. En 1883 la localidad fue incorporada al Departamento de San Cristóbal.
En 1915 es creado el Municipio de San Lucas, con cabecera en la localidad de San Lucas. El 28 de febrero de 1934 la población es renombrada como «El Zapotal» por el gobernador Victórico R. Grajales. El 15 de julio de 1972 la localidad recuperó su nombre original, por decreto del gobernador Manuel Velasco Suárez.

## Demografía
| Gráfica de evolución demográfica |
|                                  |

| Censo | Población |
| ----- | --------- |
| 1900  | 543       |
| 1910  | 633       |
| 1921  | 708       |
| 1930  | 613       |
| 1940  | 1 044     |
| 1950  | 1 365     |
| 1960  | 1 543     |
| 1970  | 2 393     |
| 1980  | 2 736     |
| 1990  | 3 193     |
| 2000  | 4 146     |
| 2010  | 4 716     |
| 2020  | 4 998     |